# 1383 Лімбурґія
1383 Лімбурґія (1383 Limburgia) — астероїд головного поясу, відкритий 9 вересня 1934 року.
Тіссеранів параметр щодо Юпітера — 3,201.